# Lycurgo Leite
Lycurgo Leite (Pouso Alegre, 28 de setembro de 1877 — 22 de Outubro de 1936) foi um advogado e político brasileiro. Exerceu o mandato de deputado federal constituinte por Minas Gerais em 1934.

## Vida Pessoal
Filho de João Monteiro Meireles Leite e de Maria de Almeida Leite, Lycurgo Leite estudou no Ginásios Paulista e no Colégio Arquidiocesano de São Paulo. Formou-se em direito em março de 1898, atuando como promotor de justiça de Rio Claro (MG), instalando em 1903 escritório de advocacia em Muzambinho (MG). Ele também era fazendeiro em São Paulo e em Minas Gerais, quando colaborou em diversos jornais mineiros.
Foi presidente da subseção de Guaxupé da Ordem dos Advogados do Brasil, seção de Minas Gerais.
Leite era casado com Arminda Pinheiro Leite, com quem teve um filho, Lycurgo Leite Filho, que viria a ser constituinte em 1946 e deputado federal por Minas Gerais. Já o irmão, Aureliano Leite, foi um dos líderes da Revolução Constitucionalista de 1932 e deputado federal por São Paulo de 1935 a 1937, de 1946 a 1951 e em 1954.

## Carreira Política
Entre 1909 e 1910, Leite participou da Campanha Civilista, no sul de Minas, movimento defensor da candidatura derrotada de Rui Barbosa à presidência da República. Lycurgo Leite aderiu à campanha da Aliança Liberal, que era a favor da candidatura de Getúlio Vargas à presidência, em 1929, combatendo o concorrente Júlio Prestes, e durante a Revolução de 1930 liderou grupos armados combatendo as Frentes Legalistas.
Foi eleito prefeito de Muzambinho, Minas Gerais em 1930.
Posicionou-se do lado de Minas Gerais durante a Revolução Constitucionalista de 1932, enfrentando seu irmão Aureliano Leite, um dos líderes da Revolução pelo estado de São Paulo e que viria a ser deputado federal pelo mesmo estado.
Foi eleito Deputado Federal em maio de 1933, à Assembleia Nacional Constituinte na legenda do Partido Progressista (PP) de Minas Gerais, mantendo seu cargo até 1935. Deixou a Câmara em outubro de 1934, quando não conseguiu se eleger.